# ФК „Агроелит 1“
Футболен клуб „Агроелит 1“ е български футболен клуб от село Макариополско, община Търговище. Състезава се в А „ОФГ“ Търговище. Отборът е основан през 2013 г. До тогава футболен клуб на селото е „Агроелит“, който през 2013 г. предоставя лиценза си на Светкавица (Търговище).
Класиране на отбора в А „ОФГ“ Търговище по сезони:
- 2012/2013 – 3 място
- 2013/2014 – 3 място
- 2014/2015 – 8 място
- 2015/2016 – 10 място
- 2016/2017 – 7 място
- 2017/2018 – 8 място
- 2018/2019 – 8 място
- 2019/2020 – 3 място